# شيتشيمي

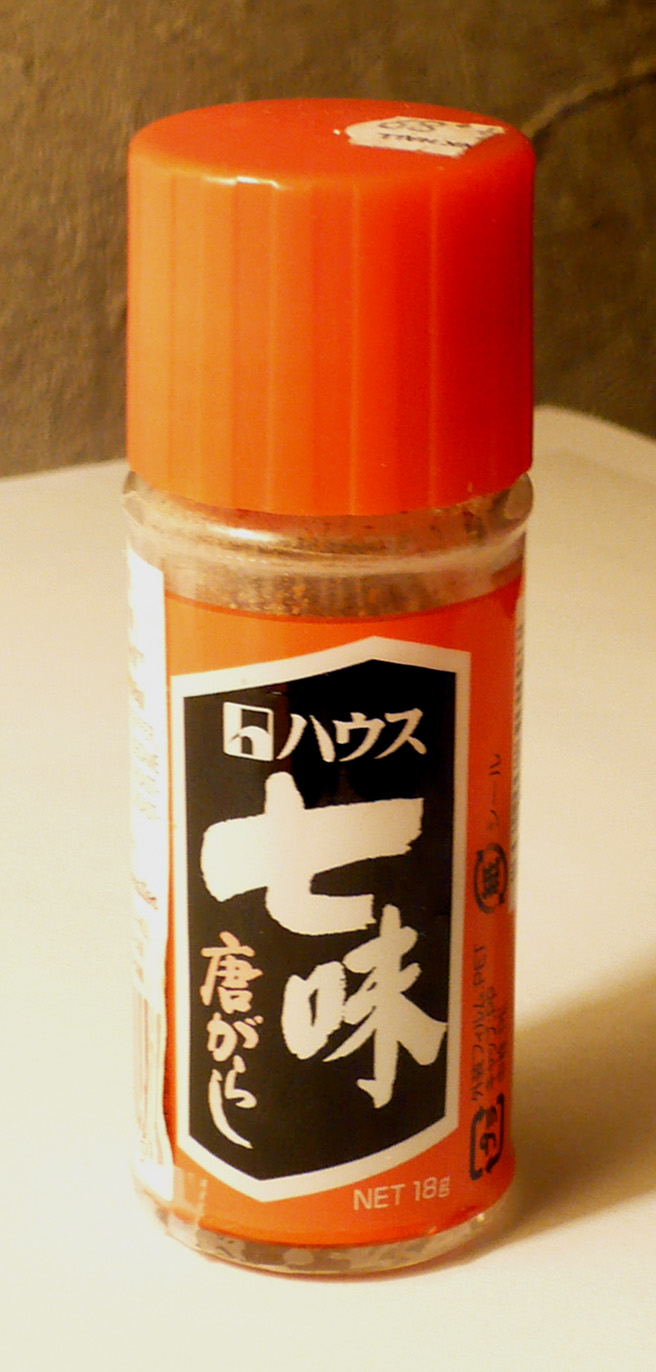
علبة من الشِجيمي المنتج تجارياً

شِجِيمي أو (نقحرة: شيتشيمي) هو خليط توابل من المطبخ الياباني يحتوي 7 محتويات.
المزيج النموذجي قد يحتوي على:
- فلفل حار مطحون (المكون الأساسي)
- فاغرة فلفلية مطحونة («فلفل ياباني»)
- قشور البرتقال المحمصة
- سمسم أسود
- بذور السمسم الأبيض
- بذور القنب [2]
- زنجبيل مطحون [1]
- نوري أو آونوري (أعشاب بحرية)

يعود تاريخ استخدام الشِجِيمي إلى القرن السابع عشر، حيث أنتجه تجار الأعشاب في إيدو.

## الاستخدام
تستخدم مع الحساء وشعيرية النودلز وبعض منتجات الأرز ككعكة الأرز وأغيموتشي وغيرها